# Dorthe Jensdatter Kjærulf
Dorthe Jensdatter Kjærulf, död 1620, var en dansk kvinna som avrättades för häxeri i Ålborg.
Hon föddes i en rik bondesläkt och gifte sig med köpmannen Søren Olsen i Aalborg och, andra gången, ämbetsmannen Jens Hansen. Som änka för andra gången var hon en välbärgad borgaränka i Aalborgs Slotsgade, med svärsöner bland lokala ämbetsmän. 
Hon anmäldes 1611 för att tillsammans med Christence Kruckow och några andra kvinnor för att ha tillverkat ett vaxbarn, som de låtit genomgå en rituell födelse och tänkte använda mot sina ovänner. Flera av deras medbrottslingar brändes på bål, men Kjærulf och Kruckow frikändes. 
1617 utbröt den verkliga häxjakten i Danmark efter införandet av Trolddomsforordningen af 1617, och i Ålborg ryktades svin och hundar hålla nattliga gudstjänster med Satan i Vor Frue Kirke, mystiska snaror och snören hittades i staden och häxor ryktades ha mördat borgmästaren Niels Iversen Skriver. Kjærulf befann sig vid samma tid i konflikt med prästen David Jensen Klyne och hans hustru Lisbeth Nielsdatter om kyrkplatser. Kjærulf och Kruckow anklagades nu för att utgöra den kvarvarande häxgruppen som firade seanser under vilka de utövade trolldom mot stadens ledande familjer. 
Dorthe Jensdatter Kjærulf greps vintern 1620. Christence Kruckow blev i egenskap av adelskvinna halshuggen, medan Kjærulf brändes på bål i backen söder om Ålborg. 
Hon finns avbildad på ett epitafium i Vor Frue Kirke i Aalborg från 1609. Hon var det enda offer för häxprocesserna i Danmark, vars porträtt finns bevarad.